# Philip G. Cerny
Philip George Cerny (* 13. März 1946 in New York) ist ein US-amerikanischer/britischer Politikwissenschaftler und Hochschullehrer.

## Leben und Wirken
Philip G. Cerny studierte Politikwissenschaft zunächst am Kenyon College und erwarb dort 1967 den Bachelorgrad. Zuvor hatte er 1966 einen Studienaufenthalt am Institut d’Etudes Politiques in Paris verbracht. Von 1967 bis 1970 arbeitete er als Forschungsassistent an der University of Manchester, wo er 1976 den Doktorgrad (Ph.D.) erwarb. Anschließend war er bis 1995 als Dozent für Politikwissenschaft an der University of York tätig. Eine Professur hatte er bis 2000 an der University of Leeds inne. Von 2000 bis 2004 lehrte er an der University of Manchester, von 2004 bis 2010 an der Rutgers University-Newark und schließlich bis 2013 an der University of Limerick. Gastprofessuren und Vorträge führten ihn an zahlreiche Universitäten in und außerhalb Europas.
In seinen Veröffentlichungen beschäftigte sich Cerny lange Zeit mit dem politischen System Frankreichs. Später arbeitete er über Probleme der Weltpolitik, insbesondere der zunehmenden Globalisierung und den Auswirkungen auf den Nationalstaat.

## Veröffentlichungen (Auswahl)
Monographien
- (Hrsg.): French politics and public policy. Pinter, London 1980.
- The politics of grandeur. Ideological aspects of de Gaulle's foreign policy. Cambridge University Press, Cambridge 1980, ISBN 0-521-22863-8 (= Dissertation Universität Manchester).
- (Hrsg., mit Jolyon Howorth): Elites in France. Origins, reproduction and power. Pinter, London 1981, ISBN 0-903804-90-5.
- (Hrsg.): Social movements and protest in France. Pinter, London 1982, ISBN 0-86187-214-2.
- (Hrsg., mit Martin Schain): Socialism, the state and public policy in France. Pinter, London 1985, ISBN 0-86187-547-8.
- The changing architecture of politics. Structure, agency, and the future of the state. Sage, London 1990, ISBN 0-8039-8255-0.
- (Hrsg.): Finance and world politics. Markets, regimes and states in the post-hegemonic era. Elgar, Aldershot 1993, ISBN 1-85278-883-6.
- Rethinking world politics. A theory of transnational neopluralism. Oxford University Press, New York 2010, ISBN 0-19-973370-8.
- Heterarchy in world politics. Routledge, London 2023, ISBN 978-1-032-40341-0.

Aufsätze
- Dead ends and new possibilities. Mitterand's economic policy between socialism and state capitalism. In: Contemporary French civilization, Bd. 8 (1983), S. 2–26.
- Democratic socialism and the test of power. The Mitterand presidency eighteen months on. In: West European politics, Bd. 6 (1983), S. 197–215.
- Gaullism, nuclear weapons and the state. In: Jolyon Howorth (Hrsg.): Defence and dissent in contemporary France. Croom Helm, London 1984, S. 46–74.
- The process of personal leadership. The case of de Gaulle. In: International political science review, Bd. 9 (1988), H. 2, S. 131–142.
- European defence and the new detente. The collapse of the cold war system. In: West European politics, Bd. 13 (1990), S. 139–151.
- Plurilateralism. Structural differentiation and functional conflict in the post-Cold War world order. In: Millenium. Journal of international studies, Bd. 22 (1993), S. 27–51.
- Neomedievalism, civil war and the new security dilemma. Globalisation as durable disorder. In: Civil wars, Bd. 1 (1998), S. 36–64.
- Globalisierung und die neue Logik kollektiven Handelns. In: Ulrich Beck (Hrsg.): Politik der Globalisierung. Suhrkamp, Frankfurt/M. 1998, S. 263–296, ISBN 978-3-518-40915-2.
- Globalization and the erosion of democracy. In: European journal of political research, Bd. 36 (1999), S. 1–26.
- Globalising the political and politicising the global. In: New political economy, Bd. 4 (1999), S. 147–162.
- Reconstructing the political in a globalised world. States, institutions, actors and governance. In: Frans Buelens (Hrsg.): Globalisation and the nation-state. Elgar, Cheltenham 1999, S. 89–137, ISBN 1-84064-202-5.
- Embedding neoliberalism. The evolution of a hegemonic paradigm. In: The journal of international trade and diplomacy, Bd. 2 (2008), S. 1–46.
- Neoliberalism and place. Deconstructing and reconstructing borders. In: Bas Arts (Hrsg.): The disoriented state. Shifts in governmentality, territoriality and governance. Cham, Springer 2009, S. 13–39, ISBN 978-1-4020-9479-8.
- Globalization and the transformation of power. In: Mark Haugaard (Hrsg.): Political power. The development of the field. Budrich, Opladen 2012, S. 185–213, ISBN 978-3-86649-105-2.
- The paradox of liberalism in a globalising world. In: Rebekka Friedman (Hrsg.): After liberalism? The future of liberalism in international relations. Palgrave Macmillan, Basingstoke 2013, 189–214, ISBN 978-1-137-30375-2.
- Reconfiguring power in a globalizing world. In: Stewart G. Clegg (Hrsg.): The Sage handbook of power. Sage, Los Angeles 2013, S. 383–399, ISBN 978-1-4462-7045-5.
- Transnational neopluralism and the process of governance. In: Anthony Payne (Hrsg.): Handbook of the international economy of governance. Elgar, Cheltenham 2014, S. 48–68, ISBN 978-1-78347-309-0.
- Rethinking financial regulation. Risk, club goods, and regulatory fatigue. In: Ebd., S. 343–363.
- From warriors to police. The civilianisation of security in a globalising world. In: International politics, Bd. 52 (2015), S. 389–407.